# Welterbe in Kroatien
Zum Welterbe in Kroatien gehören (Stand 2018) zehn UNESCO-Welterbestätten, darunter acht Stätten des Weltkulturerbes und zwei Stätten des Weltnaturerbes. Die drei ersten Welterbestätten wurden 1979 in die Welterbeliste aufgenommen, als Kroatien noch eine der sechs Teilrepubliken von Jugoslawien war. Nach Erlangung der Unabhängigkeit 1991 hat Kroatien die Welterbekonvention 1992 ratifiziert und 1997 die beiden ersten eigenen Welterbestätten erhalten. Die bislang letzte Welterbestätte wurde 2017 eingetragen.

## Welterbestätten
Die folgende Tabelle listet die UNESCO-Welterbestätten in Kroatien in chronologischer Reihenfolge nach dem Jahr ihrer Aufnahme in die Welterbeliste (K – Kulturerbe, N – Naturerbe, K/N – gemischt, (G) – auf der Liste des gefährdeten Welterbes).
| Bild                                                            | Bezeichnung                                                                    | Jahr | Typ | Ref. | Beschreibung |
| --------------------------------------------------------------- | ------------------------------------------------------------------------------ | ---- | --- | ---- | --- |
| (weitere Bilder)                                                | Altstadt von Dubrovnik (Lage)                                                  | 1979 | K   | 95   | Die Altstadt von Dubrovnik, eine einstige Seemacht, wird von einer Stadtmauer geschützt, deren Länge fast zwei Kilometer beträgt. |
| (weitere Bilder)                                                | Historischer Komplex von Split mit dem Diokletianspalast (Lage)                | 1979 | K   | 97   | Der im 4. Jahrhundert erbaute Diokletianpalast wurde nach der Römerzeit zu einer bewohnbaren Festung umgewandelt, welche in der Folge an unterschiedliche kulturelle Einflüsse angepasst wurde. |
| (weitere Bilder)                                                | Nationalpark Plitvicer Seen (Lage)                                             | 1979 | N   | 98   | Der Nationalpark ist für seine kaskadenförmig angeordneten Seen weltbekannt, von denen an der Oberfläche derzeit 16 sichtbar sind. |
| (weitere Bilder)                                                | Bischöflicher Komplex der Euphrasius-Basilika in der Altstadt von Poreč (Lage) | 1997 | K   | 809  | Eines der wichtigsten Zeugnisse spätantiker und frühbyzantinischer Kunst im gesamten Adriaraum. |
| Altstadt von Trogir                                             | Altstadt von Trogir (Lage)                                                     | 1997 | K   | 810  | Trogir war schon im 3. Jahrhundert v. Chr. als griechische Siedlung Tragurion bekannt. Der Ort gilt als herausragendes Beispiel für städtebauliche Kontinuität in Europa. |
| (weitere Bilder)                                                | Kathedrale des Heiligen Jakob in Sibenik (Lage)                                | 2000 | K   | 963  | Die Strukturmerkmale der St.-Jakobs-Kathedrale in Šibenik machen sie zu einem einzigartigen Sakralbau, in dem gotische und Renaissance-Formen erfolgreich vermischt und vereint wurden. |
| Ebene von Stari Grad                                            | Ebene von Stari Grad (Lage)                                                    | 2008 | K   | 1240 | Seit der Antike wird die Ebene von Stari Grad landwirtschaftlich genutzt. Schon damals war Hvar für seinen Wein bekannt. Zur ausgezeichneten Stätte gehört auch die zwischen dem 16. und 19. Jahrhundert entstandene historische Altstadt.                                                                                         |
| (weitere Bilder)                                                | Stećci – Mittelalterliche Grabsteine                                           | 2016 | K   | 1504 | Stećci (Singular Stećak) sind Grabsteine in der Balkanregion, die meist auf das 14. und 15. Jahrhundert datiert werden. In Kroatien wurden zwei Stätten zum Welterbe erklärt: Velika i Mala Crljivica (Lage) und St. Barbara in Dubravka (Lage). Weitere Stätten befinden sich in Montenegro, Bosnien und Herzegowina und Serbien. |
| (weitere Bilder)                                                | Alte Buchenwälder und Buchenurwälder der Karpaten und anderer Regionen Europas | 2017 | N   | 1133 | Transnationales Welterbe mit 17 weiteren Ländern in Europa. In Kroatien gehören dazu der Nationalpark Paklenica (Lage), das Naturschutzgebiet Hajdučki i Rožanski kukovi (Lage) und der Nationalpark Nördlicher Velebit (Lage). |
| Venezianisches Verteidigungssystem des 16. bis 17. Jahrhunderts | Venezianisches Verteidigungssystem des 16. bis 17. Jahrhunderts                | 2017 | K   | 1533 | In Kroatien gehören dazu das Verteidigungssystem von Zadar (Lage) und die Festung St. Nicholas in Šibenik (Lage). Weitere Stätten befinden sich in Montenegro und Italien. |

## Tentativliste
In der Tentativliste sind die Stätten eingetragen, die für eine Nominierung zur Aufnahme in die Welterbeliste vorgesehen sind.

### Aktuelle Welterbekandidaten
Mit Stand 2020 sind 15 Stätten in der Tentativliste von Kroatien eingetragen, die letzte Eintragung erfolgte 2020.
Die folgende Tabelle listet die Stätten in chronologischer Reihenfolge nach dem Jahr ihrer Aufnahme in die Tentativliste.
| Bild                                                      | Bezeichnung                                                            | Jahr | Typ | Ref. | Beschreibung |
| --------------------------------------------------------- | ---------------------------------------------------------------------- | ---- | --- | ---- | --- |
| St. Donatus                                               | Bischöflicher Komplex von Zadar                                        | 2005 | K   | 157  | Der Vorschlag im Zentrum des historischen Kerns der Stadt Zadar umfasst das römische Forum mit den Überresten eines Tempels, den Bischöflichen Komplex mit der Kathedrale St. Anastasia, dem Erzbischöflichen Palast, der Kirche St. Donatus und dem Zmajevic-Seminar, die orthodoxe Kirche St. Elias, das Benediktinerkloster mit der Kirche St. Maria und das Archäologische Museum. Neueinreichung eines früheren Vorschlags. Der Vorschlag war für 2016 zur Aufnahme in das Welterbe nominiert, wurde aber von der UNESCO abgelehnt. |
| (weitere Bilder)                                          | Städtebaulich-historisches Ensemble von Ston (Lage)                    | 2005 | K   | 160  | mit Mali Ston, Verbindungsmauern, dem Naturreservat Bucht von Mali Ston, Stonsko Polje und der Saline Neueinreichung eines früheren Vorschlags |
| (weitere Bilder)                                          | Städtebaulich-historisches Ensemble der Festung Tvrđa in Osijek (Lage) | 2005 | K   | 161  | Tvrđa ist eine barocke Festungsanlage in Osijek und bildet gleichzeitig dessen Altstadt. Neueinreichung eines früheren Vorschlags |
| Rathaus und Marktplatz (weitere Bilder)                   | Historischer Kern und Altstadt (Burg) von Varaždin (Lage)              | 2005 | K   | 162  | Neueinreichung eines früheren Vorschlags |
| (weitere Bilder)                                          | Burg Veliki Tabor (Lage)                                               | 2005 | K   | 1167 | Neueinreichung eines früheren Vorschlags |
| (weitere Bilder)                                          | Naturpark Lonjsko polje (Lage)                                         | 2005 | K/N | 2012 | |
| (weitere Bilder)                                          | Velebit (Lage)                                                         | 2005 | N   | 2013 | |
| Diokletian-Aquädukt                                       | Diokletianspalast und der historische Kern von Split                   | 2005 | K   | 2015 | geplante Erweiterung der Welterbestätte Historischer Komplex von Split mit dem Diokletianspalast von 1979 (Ref. 97) um weitere Stätten in Split und Umgebung, darunter das Diokletian-Aquädukt |
| (weitere Bilder)                                          | Lubenice auf Cres                                                      | 2005 | K   | 2017 | Ortschaft auf der Adria-Insel Cres |
| BW                                                        | Weingärten von Primošten (Lage)                                        | 2007 | K   | 5102 | etwa 18 Hektar großes Weinbaugebiet von Bucavac Veliki für die einheimische Rebsorte Babic im Süden des Gemeindegebiets von Primošten |
| Eremitage Blaca                                           | Eremitage Blaca                                                        | 2007 | K   | 5103 | |
| Motovun                                                   | Motovun                                                                | 2007 | K   | 5104 | |
| Altstadt von Korčula                                      | Altstadt von Korčula                                                   | 2007 | K   | 5105 | |
| Kornateninsel Levrnaka                                    | Nationalpark Kornaten und Naturpark Telašćica                          | 2007 | N   | 5106 | besteht aus dem Nationalpark Kornaten (Lage), der einen Teil der Inselgruppe der Kornaten umfasst, und dem nördlich daran angrenzenden Naturpark Telašćica (Lage)an der südöstlichen Spitze der Insel Dugi Otok |
| Grenzen des Römischen Reiches – Der Donaulimes (Kroatien) | Grenzen des Römischen Reiches – Der Donaulimes (Kroatien)              | 2020 | K   | 6476 | Geplante Erweiterung der Welterbestätte Grenzen des Römischen Reiches um in Kroatien liegende Stätten des Limes Pannonicus, beinhaltet 23 Bestandteile, löst Nominierung von 2005 ab. |

### Ehemalige Welterbekandidaten
Diese Stätten standen früher auf der Tentativliste, wurden jedoch wieder zurückgezogen oder von der UNESCO abgelehnt. Stätten, die in anderen Einträgen auf der Tentativliste enthalten oder Bestandteile von Welterbestätten sind, werden hier nicht berücksichtigt.
| Bild                                                            | Bezeichnung                                                     | Jahr      | Typ | Ref. | Beschreibung |
| --------------------------------------------------------------- | --------------------------------------------------------------- | --------- | --- | ---- | --- |
| Nationalpark Brijuni-Inseln                                     | Nationalpark Brijuni-Inseln (Lage)                              | 1986–1986 | K/N |      | |
| Römisches Amphitheater Pula                                     | Römisches Amphitheater Pula (Lage)                              | 1997–1997 | K   | 808  | 1997 wurde die Entscheidung vertagt, um weitere Studien einzufordern. |
| Naturpark Kopački rit                                           | Naturpark Kopački rit (Lage)                                    | 2000–2000 | N   | 964  | 2000 wurde die Nominierung von der UNESCO abgelehnt wegen mangelnder Integrität.                                                                                             |
| Venezianisches Verteidigungssystem des 15. bis 17. Jahrhunderts | Venezianisches Verteidigungssystem des 15. bis 17. Jahrhunderts | 2013–2017 | K   | 5846 | Der ursprüngliche Vorschlag enthielt aus Kroatien auch Šibenik, Hvar und Korčula, die jedoch 2017 nicht in die transnationale Welterbestätte (Ref. 1533) aufgenommen wurden. |